# Schneidmühle (Flachslanden)
Schneidmühle ist ein Wohnplatz des Marktes Flachslanden im Landkreis Ansbach (Mittelfranken, Bayern). Schneidmühle liegt in der Gemarkung Virnsberg.

## Geografie
Die Einöde ist heute Haus Nr. 4 des Ortes Kemmathen. Unmittelbar südlich liegen die Schneidmühlweiher, die vom Weiherbach gespeist werden, an der die Mühle gebaut wurde. Der Weiherbach ist ein rechter Zufluss des Kemmathbachs, der ein rechter Zufluss der Zenn ist. 1 km nördlich erhebt sich der Brachberg (420 m ü. NHN). Ein Anliegerweg führt zu einer Gemeindeverbindungsstraße (0,1 km südwestlich), die nach Kemmathen (0,3 km südwestlich) bzw. nach Sondernohe (1,3 km nordöstlich) führt.

## Geschichte
Die Schneidmühle wurde 1837 erstmals schriftlich erwähnt. Sie wurde auf dem Gemeindegebiet von Virnsberg errichtet. Nach 1888 wurde sie nicht mehr in den amtlichen Verzeichnissen aufgelistet.
Am 1. Mai 1978 wurde die Schneidmühle im Zuge der Gebietsreform in Bayern in den Markt Flachslanden eingegliedert.

## Einwohnerentwicklung
| Jahr      | 001836 | 001840 | 001861 | 001871 | 001885 |
| Einwohner | 6      | 5      | *      | 9      | 8      |
| Häuser    | 1      | 1      |        |        | 1      |
| Quelle    | [ 3 ]  | [ 5 ]  | [ 6 ]  | [ 7 ]  | [ 8 ]  |

## Religion
Die Einwohner evangelisch-lutherischer Konfession sind nach St. Laurentius (Flachslanden) gepfarrt, die Einwohner römisch-katholischer Konfession nach St. Dionysius (Virnsberg).